# العلاقات الإندونيسية الفانواتية
العلاقات الإندونيسية الفانواتية هي العلاقات الثنائية التي تجمع بين إندونيسيا وفانواتو.

## مقارنة بين البلدين
هذه مقارنة عامة ومرجعية للدولتين:
| وجه المقارنة                                              | إندونيسيا         | فانواتو                                  |
| --------------------------------------------------------- | ----------------- | ---------------------------------------- |
| المساحة (كم2)                                             | 1.90 مليون        | 12.19 ألف                                |
| عدد السكان (نسمة)                                         | 263.99 مليون      | 276.24 ألف                               |
| الكثافة السكانية (ن./كم²)                                 | 138.94            | 22.66                                    |
| العاصمة                                                   | جاكرتا            | بورت فيلا                                |
| اللغة الرسمية                                             | اللغة الإندونيسية | اللغة البسلاما، لغة فرنسية، لغة إنجليزية |
| العملة                                                    | روبية إندونيسية   | فاتو فانواتي                             |
| الناتج المحلي الإجمالي (بليون دولار)                      | 1.02 تريليون      | 862.88 مليون                             |
| الناتج المحلي الإجمالي (تعادل القوة الشرائية) بليون دولار | 2.85 تريليون      | 790.76 مليون                             |
| الناتج المحلي الإجمالي الاسمي للفرد دولار أمريكي          | 3.35 ألف          | 2.81 ألف                                 |
| الناتج المحلي الإجمالي للفرد دولار أمريكي                 | 10.52 ألف         | 3.03 ألف                                 |
| مؤشر التنمية البشرية                                      | 0.684             | 0.594                                    |
| رمز المكالمات الدولي                                      | +62               | +678                                     |
| رمز الإنترنت                                              | .id               | .vu                                      |
| المنطقة الزمنية                                           |                   | ت ع م+11:00                              |

## منظمات دولية مشتركة
يشترك البلدان في عضوية مجموعة من المنظمات الدولية، منها:
| علم المنظمة | اسم المنظمة                        | تاريخ انضمام إندونيسيا | تاريخ انضمام فانواتو |
| ----------- | ---------------------------------- | ---------------------- | -------------------- |
|             | يونسكو                             | 27 مايو 1950           | 10 فبراير 1994       |
|             | مؤسسة التمويل الدولية              | 23 أبريل 1968          | 28 سبتمبر 1981       |
|             | بنك التنمية الآسيوي                | 1966                   | 1981                 |
|             | منظمة حظر الأسلحة الكيميائية       | ?                      | ?                    |
|             | مؤسسة التنمية الدولية              | 20 أغسطس 1968          | 28 سبتمبر 1981       |
|             | منظمة التجارة العالمية             | ?                      | ?                    |
|             | وكالة ضمان الاستثمار متعدد الأطراف | 12 أبريل 1988          | 27 يوليو 1988        |
|             | الاتحاد البريدي العالمي            | ?                      | ?                    |
|             | الاتحاد الدولي للاتصالات           | 1949                   | 30 مارس 1988         |
|             | الأمم المتحدة                      | 28 سبتمبر 1950         | 15 سبتمبر 1981       |
|             | البنك الدولي للإنشاء والتعمير      | 13 أبريل 1967          | 28 سبتمبر 1981       |
|             | المنظمة الهيدروغرافية الدولية      | ?                      | ?                    |

## وصلات خارجية
- موقع وزارة الخارجية الإندونيسية